# Sospita artaxerxes
Sospita artaxerxes är en fjärilsart som beskrevs av Lambertus Johannes Toxopeus 1944. Sospita artaxerxes ingår i släktet Sospita och familjen juvelvingar. Inga underarter finns listade i Catalogue of Life.